# 金子嘉徳
金子 嘉徳（かねこ よしのり、1898年11月27日 - 1991年2月10日）は、日本の実業家。元東海銀行（現三菱UFJ銀行）頭取。元中京テレビ放送会長。初代中部経済同友会代表幹事。

## 来歴・人物
山口県佐波郡徳地町出身。1924年に東京商科大学（現一橋大学）卒業、日本銀行入行。1943年日本銀行松本支店長。1945年東海銀行副頭取に就任。
1955年に中部経済同友会が設立されると、佐伯卯四郎とともに初代代表幹事に就任。
1959年から東海銀行頭取。1961年半田市庁舎建設資金を寄付し紺綬褒章を受章するとともに、私財を寄付した功績が顕著だとして併せて木杯一組台付を受けた。
1965年トヨタ自動車販売（現トヨタ自動車）監査役。1968年東海銀行会長、中部圏開発整備審議会委員。1969年東海銀行取締役相談役、地方制度調査委員。1970年東海銀行相談役。同年勲二等瑞宝章を受章。1991年正四位。